# ناحیه فورد، شهرستان کانابک، مینه سوتا
ناحیه فورد (به انگلیسی: Ford Township) یک منطقهٔ مسکونی در ایالات متحده آمریکا است که در شهرستان کانابک واقع شده‌است.
 ناحیه فورد ۹۴٫۰ کیلومتر مربع مساحت و ۱۷۷ نفر جمعیت دارد و ۳۶۱ متر بالاتر از سطح دریا واقع شده‌است.